# El gato (película de 2011)
El gato (en hangul, 고양이: 죽음을보는 두개의눈; romanización revisada, Goyangi: Jukeumeul Boneun Du Gaeui Nun), "El Gato: Ojos que ven la muerte", es una película de terror surcoreana del 2011 dirigida por Byun Seung-wook. La película cuenta la historia de So-yeon (Park Min-young), quien trabaja en una pequeña tienda de mascotas llamada Kitty N Puppy. So-yeon sufre de claustrofobia y comienza a tener apariciones de una chica fantasma con ojos de gato (Kim Ye-ron).

## Reparto
- Park Min-young como So-yeon.[3]
- Kim Ye-ron como Hee-jin.
- Kim Dong-wook como Jun-seok.
- Shin Da-eun como Bo-hee.
- Lee Sang-hee como el veterinario del refugio de animales.
- Jo Seok-hyun como Park Joo-im.
- Park Hyun-young como Kim Soon-kyung.
- Baek Soo-ryun como la abuela con demencia.
- Lee Han-wi como el dueño de la tienda.
- Lee Jung-ok como el jefe de policía Lee.
- Seo Yi-seok como el psiquiatra.
- Lee Ji-hyun como el veterinario.
- Kim Min-jae como uno de los rescatistas de animales.
- Jo Han-hee como directora de la asociación de mujeres.
- Song Moon-soo como el administrador.
- Lee Jung-gu como el médico del asilo.
- Kim Gye-seon como la recepcionista del asilo.
- Kim Ik-tae el padre de So-yeon.
- Lee Cheol-min el hijo de la abuela demente.
- Lee Sung-min como el "papá" de Bidan.
- Yoon Ga-hyun como la "mamá" de Bidan.
- Kang Ki-doong.
- Lee Joong-ok como el jefe Lee.